# Svjetska prvenstva u rukometu na pijesku za žene
Svjetska prvenstva u rukometu na pijesku. Prvenstva za muškarce i žene se odigravaju u isto vrijeme (stanje do veljače 2015.).
| 2004. | El Gouna,Egipat                  | Rusija   | 2 : 1 | Turska     | Italija  |       | Hrvatska |
| 2006. | Copacabana,Rio de Janeiro,Brazil | Brazil   | 2 : 0 | Njemačka   | Rusija   | 2 : 0 | Bugarska |
| 2008. | Cadiz, Španjolska                | Hrvatska | 2 : 0 | Španjolska | Brazil   | 2 : 1 | Italija  |
| 2010. | Antalya, Turska                  | Norveška | 2 : 0 | Danska     | Brazil   | 2 : 0 | Ukrajina |
| 2012. | Muscat, Oman                     | Brazil   | 2 : 0 | Danska     | Norveška | 2 : 0 | Mađarska |
| 2014. | Recife, Brazil                   | Brazil   | 2 : 0 | Mađarska   | Norveška | 2 : 1 | Ukrajina |

## Vanjske poveznice
- (engl.) European Beach Handball Community
- (engl.) Handballpedia  Arhivirana inačica izvorne stranice od 4. studenoga 2012. (Wayback Machine)